# ميلوش كوستادينوفيتش
ميلوش كوستادينوفيتش مواليد 2 ديسمبر 1988 في صربيا، جمهورية يوغوسلافيا الاشتراكية الاتحادية، هو لاعب كرة يد صربي يلعب كجناح أيمن. مثل منتخب صربيا لكرة اليد. حقق المركز الثاني في البطولة الأوروبية لكرة اليد للرجال 2012.

## الميداليات
| الميدالية | المسابقة                           |
| --------- | ---------------------------------- |
| فضية      | بطولة أوروبا لكرة اليد للرجال 2012 |

## روابط خارجية
- ميلوش كوستادينوفيتش على موقع الاتحاد الأوروبي لكرة اليد (الإنجليزية)
- ميلوش كوستادينوفيتش على موقع اللجنة الأولمبية الصربية (الصربية)